# 2 Pułk Piechoty „Savona”
2 Pułk Piechoty Włoskiej „Savona” (it. 2º reggimento fanteria italiana "Savona") - pułk piechoty włoskiej okresu Ancien régime. Należał do sił zbrojnych Republiki Genueńskiej.
Istniał w latach 1765–1797. Liczył 9 kompanii fizylierów.